# Farghan
Fārghān o Fāraghān (farsi فارغان) è una città dello shahrestān di Hajiabad, circoscrizione di Farghan, nella provincia di Hormozgan. Aveva, nel 2006, una popolazione di 1.862 abitanti.